# Ponte Britannia
Il ponte Britannia (Britannia Bridge in inglese, Pont Britannia in gallese) è un ponte ad arco situato sullo Stretto di Menai tra l'isola di Anglesey e la terraferma nel Galles.

## Storia

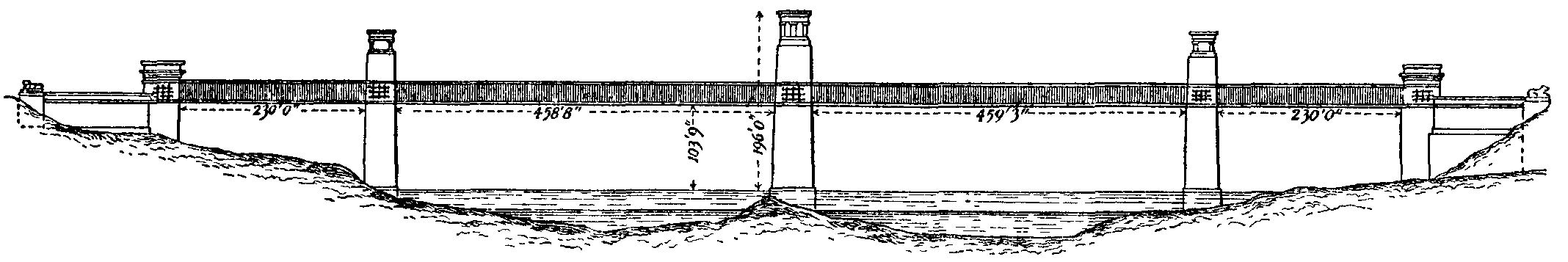
Schema del ponte

Il ponte attuale fu progettato dal ingegnere Robert Stephenson per il trasporto ferroviario. Lo scopo della struttura era quello di formare un collegamento tra la linea ferroviaria Chester e Holyhead, consentendo ai treni di viaggiare direttamente tra Londra e il porto di Holyhead, facilitando così i collegamenti marittimi con Dublino. Venne completato nel 1850.

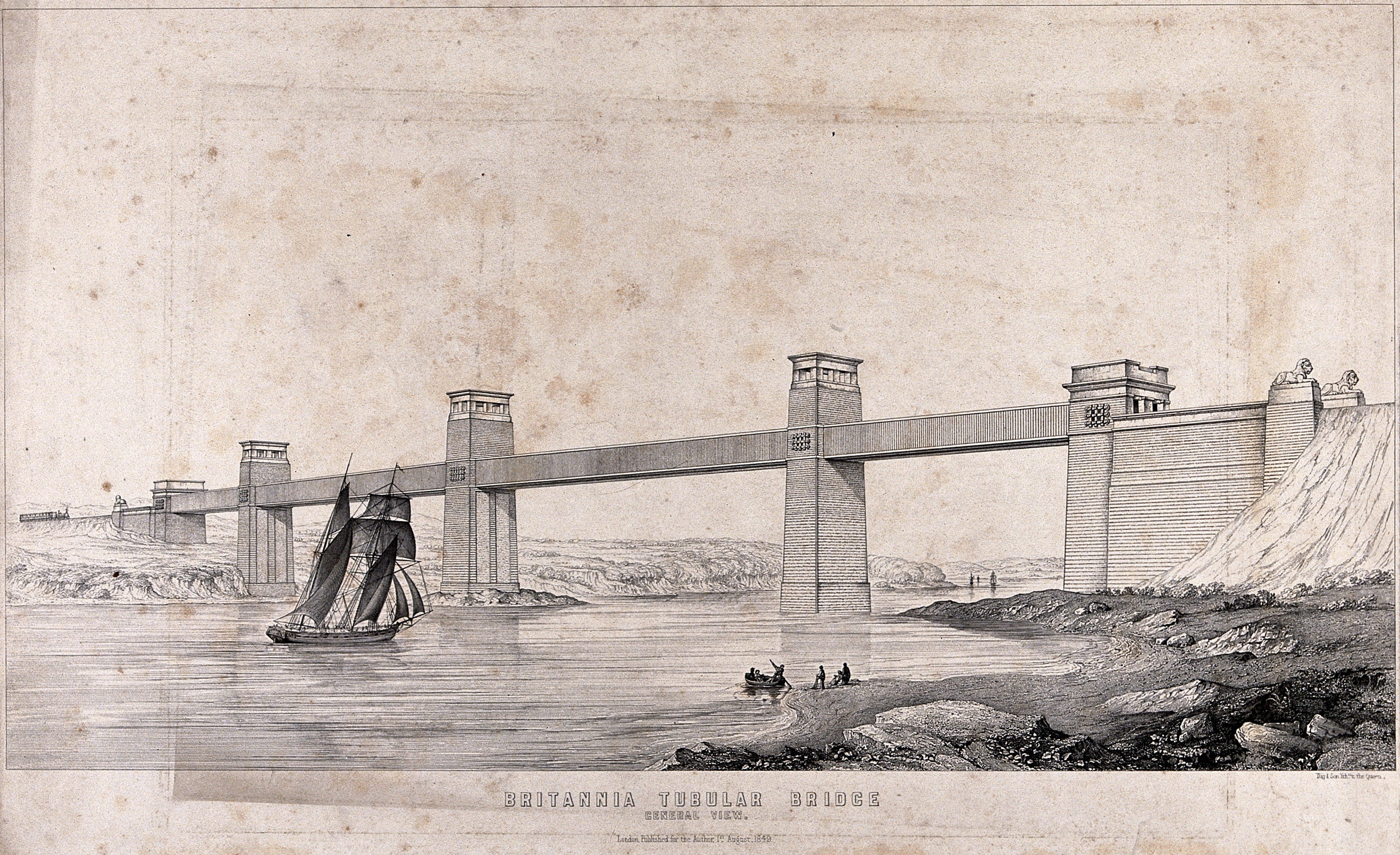
Disegno del ponte originario